# Guarrate
Guarrate és un municipi de la província de Zamora a la comunitat autònoma de Castella i Lleó. Limita al nord amb el Pego i la Bóveda de Toro, al sud-est amb Fuentelapeña, a l'est amb Vadillo de la Guareña i al sud-oest amb Fuentesaúco.

## Demografia
| 1991 | 1996 | 2001 | 2004 |
| ---- | ---- | ---- | ---- |
| 443  | 395  | 370  | 369  |